# لويز ديرمان
لويز ديرمان (بالإنجليزية: Louise Dearman)‏ هي مغنية بريطانية، ولدت في 13 مارس 1979 في Linslade ‏ في المملكة المتحدة.

## وصلات خارجية
- لويز ديرمان على موقع IMDb (الإنجليزية)
- لويز ديرمان على موقع ميوزك برينز (الإنجليزية)
- لويز ديرمان على موقع أول ميوزيك (الإنجليزية)
- لويز ديرمان على موقع ديسكوغز (الإنجليزية)